# Le sorelle Macaluso (film)
Le sorelle Macaluso è un film del 2020 diretto e co-sceneggiato da Emma Dante.
Adattamento cinematografico dell'omonima pièce teatrale del 2014 della stessa Dante, è stato presentato in concorso alla 77ª Mostra internazionale d'arte cinematografica di Venezia.

## Trama
L’infanzia, l’età adulta e la vecchiaia di cinque sorelle — Maria, Pinuccia, Lia, Katia e Antonella Macaluso —, nate e cresciute in un appartamento all’ultimo piano di una palazzina nella periferia di Palermo, dove vivono da sole senza genitori. Una casa che porta i segni del tempo che passa e conserva nel tempo i ricordi di ciascuna di loro. La storia di cinque donne, di una famiglia, di chi va via, di chi resta e di chi resiste. Le loro sono vite precarie, eppure piene di sogni e aspirazioni. Pur essendo molto legate, la morte improvvisa di una di loro da bambina cambia l'equilibrio dei rapporti. La convivenza e la condivisione nella casa contribuiscono in modo determinante allo sviluppo delle loro personalità.

## Produzione
Le riprese sono cominciate nel marzo del 2019 a Palermo.

## Promozione
La prima clip del film è stata diffusa online il 28 luglio 2020. La locandina ufficiale del film è stata diffusa online il 5 agosto seguente, mentre il primo trailer l'8 agosto.

## Distribuzione
Il film è stato presentato in anteprima il 9 settembre 2020 in concorso alla 77ª Mostra internazionale d'arte cinematografica di Venezia, venendo poi distribuito nelle sale cinematografiche italiane da Teodora Film a partire dal 10 settembre seguente.

## Riconoscimenti
- 2020 - Mostra internazionale d'arte cinematografica[1][8]
  - Premio Pasinetti
  - Premio Pasinetti per la miglior interpretazione femminile all'intero cast
  - Premio La Pellicola d'Oro per il miglior direttore di produzione a Christian Peritore
  - Premio Lizzani
  - Premio NuovoImaie Talent Award per la miglior attrice esordiente a Eleonora De Luca
  - In competizione per il Leone d'oro al miglior film
- 2021 - David di Donatello
  - Candidatura per il miglior film
  - Candidatura a miglior regista per Emma Dante
  - Candidatura a migliore autore della fotografia per Gherardo Gossi
  - Candidatura a miglior costumista per Vanessa Sannino
  - Candidatura a miglior truccatore per Valentina Iannuccilli
  - Candidatura a miglior acconciatore per Aldina Governatori
- 2021 - Nastro d'argento[9][10]
  - miglior film
  - miglior regista per Emma Dante
  - migliore montaggio per Benni Atria
  - migliore sonoro per Gianluca Costamagna
  - Candidatura a migliore sceneggiatura per Emma Dante, Elena Stancanelli, Giorgio Vasta
  - Candidatura a migliore scenografia per Emita Frigato
- 2021 - Ciak d'oro[11]
  - Candidatura a miglior film
  - Candidatura a migliore montaggio a Benni Atria
- 2021 - Globo d'oro
  - miglior film
  - Migliore attrice protagonista ex aequo Donatella Finocchiaro e Simona Malato
  - Candidatura miglior regista per Emma Dante